# 山中湖
山中湖（やまなかこ）は、山梨県南都留郡山中湖村にある淡水湖。富士五湖のひとつ。
面積は6.57km2あり、富士五湖の中で最大の面積を持つ。また、湖面の標高は富士五湖の中では最も高い位置にあり、日本全体でも第3位。逆に水深は富士五湖の中で最も浅い 13.3m。富士箱根伊豆国立公園に指定されている。山中湖村は山中湖を囲むように位置する。
形が牛に似ているので、別名は臥牛湖である。
「富士山-信仰の対象と芸術の源泉」の構成資産の一部として世界文化遺産に登録されている。

## 地勢
富士北麓に点在する富士五湖の中では最も東に位置する。山中湖は相模川の源流である。なお、相模川は山梨県では桂川（かつらがわ）と呼ばれている。また、山中湖は富士五湖で唯一 天然の流出河川を持った湖でもある。湖面の形は北を上にして見ると鯨の形に似ている。
湖面標高が高く、また水深が浅いことから、厳寒期には全面結氷することもあり、近年では2006年（平成18年）1月10日にほぼ全面の結氷が確認された。砂嘴の「みさき」（通称大間々岬）で区切られる部分を平野湾処（ひらのわんど）と呼ぶ。
湖の南側中央部湖岸付近の湖底に、『タカヒク』と呼ばれる起伏に富む場所があり、これには火口説や溶岩説がある。

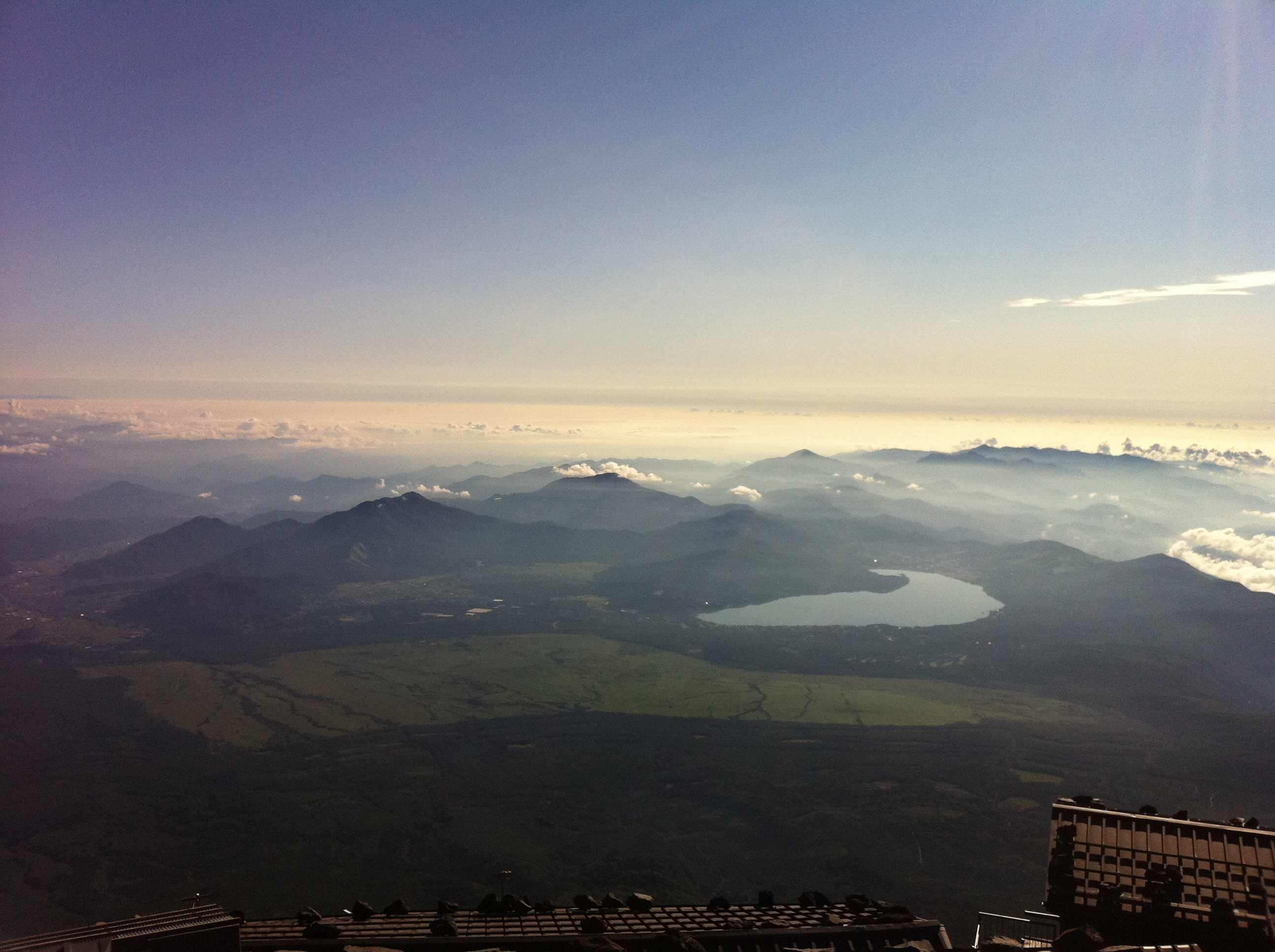
富士山から見た山中湖
手前の草地は北富士演習場

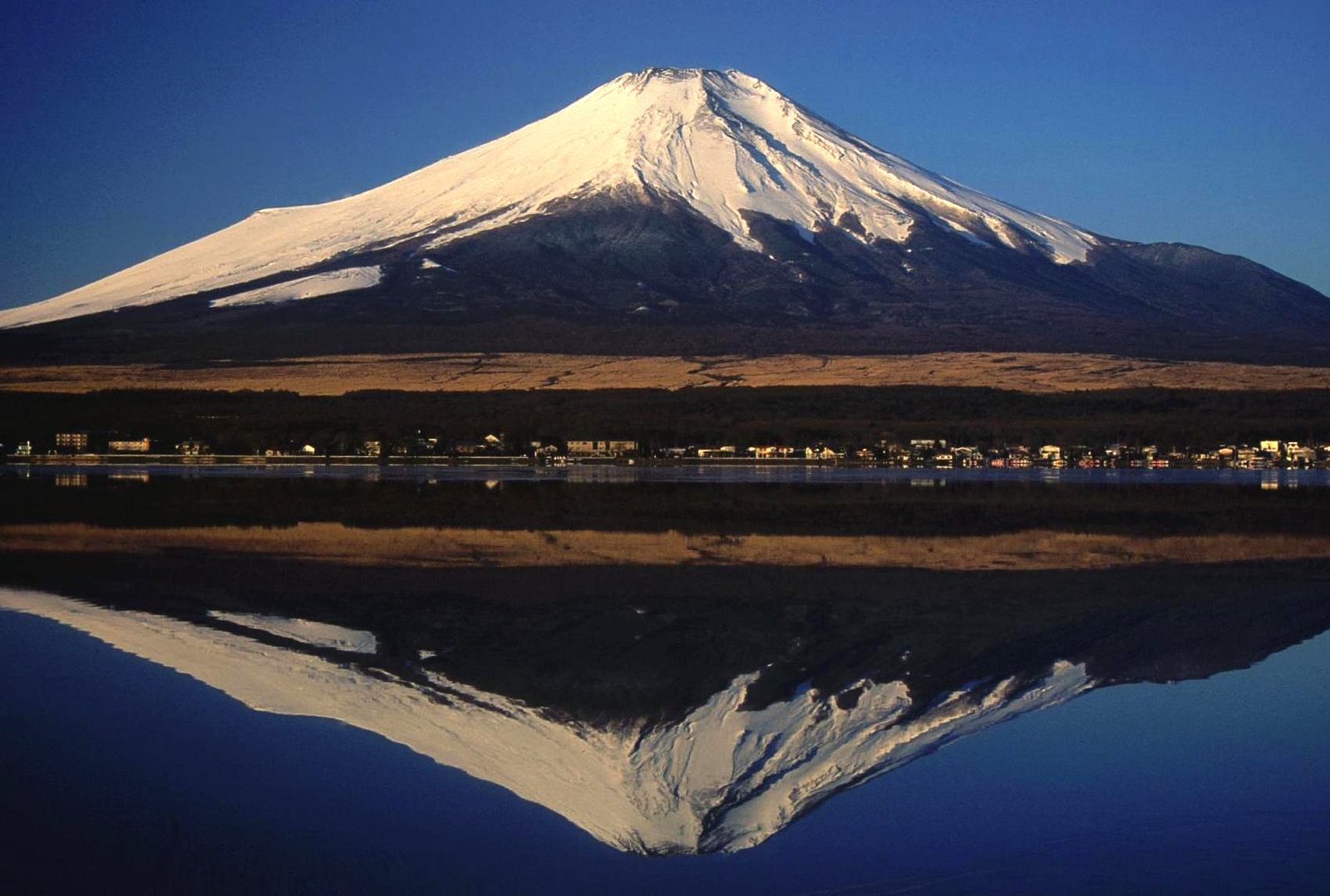
山中湖からの逆さ富士

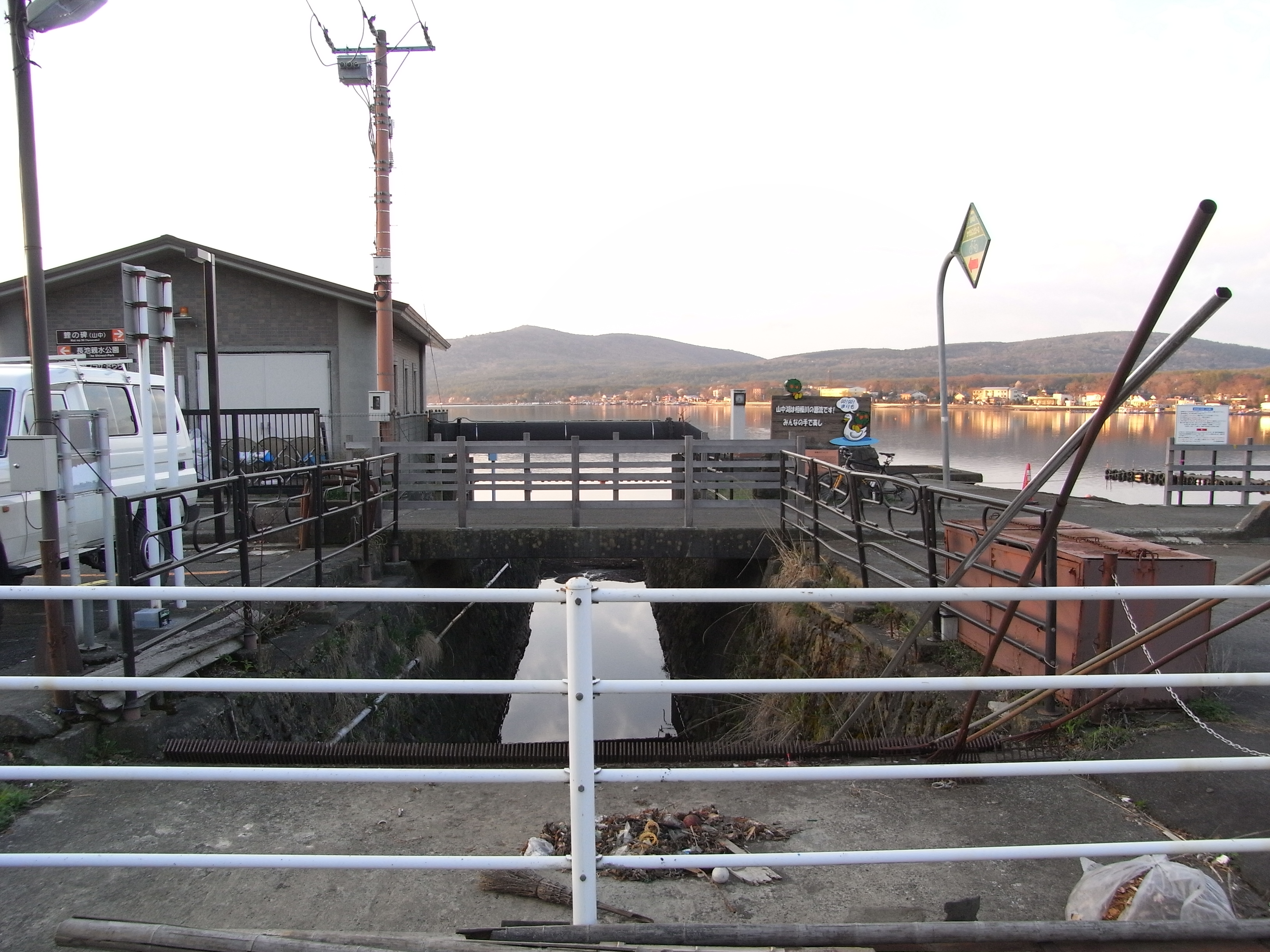
相模川（桂川）の山中湖流出口。奥が湖側

## 地史など
- 延暦大噴火により流出した溶岩流のひとつである鷹丸尾（檜丸尾第二）溶岩（噴出点は未詳の側火口）が桂川を堰止め、山中湖が形成された。なお、かつて宇津湖という大きな湖があり、この溶岩流で山中湖と忍野湖（古忍野湖）に分かれたという俗説があるが標高差の地形的観点および山梨県環境科学研究所のボーリング調査により、この湖の存在は否定されている[7][8][9]。

- 2013年（平成25年）6月22日 - 富士山-信仰の対象と芸術の源泉」の構成資産の一つとして世界文化遺産（日本の文化遺産としては13箇所目）に登録された。

## 生物
平野湾処（ひらのわんど）は水深が浅く、コイやウグイ、ワカサギが生息。明治期にはヒメマスの放流が試みられたが失敗し、1919年（大正8年）に、東京帝国大学教授の雨宮育作により、ワカサギの試験放流が成功し、ウナギやコイなどが放流された。近年では山中湖漁業協同組合により養殖されたブラックバスが放流され、釣り人が多く訪れる。
比較的、波が穏やかなため冬期は結氷する事もあり、ワカサギの穴釣りが楽しめる。
また「みさき」のズミの大木は山中湖村の天然記念物に指定されている。他にもブルーギル、鰻、ナマズ、フナ類も確認される。
平野地区の通称・ママの森の沖合には、フジマリモが生息することが、1956年（昭和31年）に小学校の授業中に発見された。通常、高緯度地方に生息するマリモの分布南限であることから、山梨県の天然記念物に指定されている。

## 湖畔
山中湖は朝夕の風景や富士山の眺望スポットが多数存在すること等から内外から観光地として人気があり、年間約400万人の観光客が訪れる。朝方や夕方には湖岸に写真撮影に訪れる人や、春夏期には貸自転車や貸ボートを楽しむ観光客を多く目にする。
旭日丘地区の山中湖園地を中心に、ホテルや旅館、民宿などの宿泊施設やレストラン、企業や大学の保養所、文学館、美術館、が点在し、周辺には別荘地も整備されている。
まとまった平地が広がる平野地区には、テニスコートが多くあり、南関東等からのテニス合宿地として知られている。平野地区と山中地区に、村営の日帰り温泉施設（石割の湯、紅富士の湯）がある。村民は、専用のカードを提示することで、割引料金で入場できる。北側の石割山と大平山を、東海自然歩道が通っている。
湖岸にはサイクリングロードがあるが、湖西端 国道138号線が湖と接する明神前交差点から村役場付近まで約2.5 km程度の区間で途切れており、一周するにはその区間、歩道を走るか車道を自動車と併走する必要がある。サイクリングロードとしては1周13.5 km程度の高低差の少ないルートである。国道138号から国道413号、山梨県道730号・神奈川県道730号・静岡県道147号山中湖小山線にかけて、2020年東京オリンピックの自転車競技（ロードレース）のコースとして使用された。

### 湖畔の施設一覧
- 山中湖村役場
- 山中湖文学の森公園 - 三島由紀夫文学館、徳富蘇峰館、山中湖情報創造館、風生庵、蒼生庵、山中湖観光案内所
- 森の駅旭日丘 - 旭日丘バス停
- 山中湖園地
  - 旭日丘湖畔緑地公園
- サレジアン・シスターズ山中修道院
- テディベアワールドミュージアム
- 山中湖美術館
- 山中湖交流プラザ きらら
- ペーパームーン
- デニーズ
- 山中湖温泉
  - 石割の湯
  - 紅富士の湯
  - エクシヴ山中湖
  - ホテルマウント富士
  - マリオットホテル山中湖
- 千葉大学山中寮
- 東京大学山中寮、内藤セミナーハウス
- 明治大学山中セミナーハウス

## 交通アクセス
- 中央高速バス新宿富士五湖線、東京駅鉄鋼ビル～富士五湖線
- 富士山駅・河口湖駅・御殿場駅・三島駅から富士急行バスの路線が存在する。
- 東富士五湖道路山中湖インターチェンジが湖の西北西にある。
- 国道138号が湖の南西岸を通る。
- 国道413号が湖の南東岸を通る。
- 山梨県道730号・神奈川県道730号・静岡県道147号山中湖小山線